# Fusobacteriales
Fusobacteriales — порядок бактерій, єдиний у своєму класі Fusobacteriia та відділі Fusobacteria. Містить дві родини: Fusobacteriaceae та Leptotrichiaceae.
Представники — грам-негативні анаеробні паличкоподібні бактерії, багато з яких  — патогени або коменсали людини та інших тварин.